# Grupo Aéreo 2
El Grupo Aéreo 2 es una unidad militar de la Fuerza Aérea Argentina con asiento en la ciudad de Paraná.

## Historia
En 1998 aviones Guaraní II brindaron al apoyo logístico, evacuaciones sanitarias y vuelos de reconocimiento cuando inundaciones en la región del Litoral, especialmente el norte de la provincia de Santa Fe.
En 1999 se formó el Escuadrón IV, proveniente del Grupo 1 de Transporte Aéreo, con aviones Fokker F27 Friendship. Los F27 sirvieron en las operaciones aerocomerciales de Líneas Aéreas del Estado hasta la incorporación de los Saab 340 al Grupo Aéreo 9. Los F27 contribuyeron a la lucha contra el fuego en el Plan Nacional de Manejo del Fuego.
El mismo año se realizó el ejercicio Vigía II con dos Guaraní II y un Learjet 35.
En 2002 se llevó a cabo el ejercicio Comprobación 2002 y participaron un IA-58 y dos F27.
En 2004 y 2005 el sistema Fokker F27 participó de los ejercicios Plata II y Plata III en Posadas; y Salitre I en Chile.
La unidad comenzó esta década con perspectivas de mejora en sus veteranos Fokker. FAdeA está ejecutando el programa MATE (Modernización de Aviónica de aviones de Transporte y Enlace) en los aviones del Grupo Aéreo 2, optimizando su funcionamiento, especialmente en el área de la navegación.
Las actividades operativas son variadas. La participación en ejercicios conjuntos es constante, realizando despliegues en diversos puntos del país con actividades como lanzamiento de paracaidistas, abastecimiento aéreo y evacuación sanitaria. Eventualmente, los aviones ejecutan vuelos de LADE.
La unidad es protagonista en el apoyo a aeronaves de control de vuelos irregulares en el norte argentino mediante el Operativo Fortín, brindando la logística en los relevos. También asistió al despliegue de aviones durante la cumbre del Mercosur en Mendoza realizada en junio de 2012, así como apoyo en comunicaciones.
En 2021/24 el GA-2 recibió 4 (cuatro) aviones livianos Beechcraft TC-12B Huron reemplazando a los IA-50 Guaraní II (baja en 2006).
En 2023 egresó la primera camada de pilotos del CEPAT (curso de aviadores de transporte) con el Escuadrón TC-12B recién formado.

## Organización
- Escuadrón II-Learjet 35 y C-12 Huron[9]
- Escuadrón Servicios-Cessna 182